# Peru na Letnich Igrzyskach Olimpijskich 1956
Reprezentacja Peru na Letnich Igrzyskach Olimpijskich 1956 liczyła ośmiu zawodników (wyłącznie mężczyzn), którzy startowali w strzelectwie, czyli jednej spośród 18 rozgrywanych dyscyplin (19. dyscypliną było jeździectwo, które ze względu na obowiązującą w Australii kwarantannę zwierząt, odbyło się w Sztokholmie). Zawodnicy z tego kraju nie zdobyli żadnego medalu. Najmłodszym reprezentantem Peru na igrzyskach był 24-letni Óscar Cáceres, a najstarszym przedstawicielem był Guillermo Baldwin, urodzony w 1910 roku. Wszyscy zawodnicy, z wyjątkiem Baldwina, debiutowali na igrzyskach.
Był to trzeci oficjalny start tej reprezentacji na igrzyskach olimpijskich. Najlepszym wynikiem, jaki osiągnęli reprezentanci tego kraju na Letnich Igrzyskach Olimpijskich 1956, była 12. pozycja, jaką Rubén Váldez zajął w strzelaniu z karabinu dowolnego w trzech pozycjach z odległości 300 m.
Liczba peruwiańskich sportowców biorących udział w igrzyskach w Melbourne była najmniejsza w historii letnich igrzysk olimpijskich (nie licząc nieoficjalnego występu z 1900 roku).

## Tło startu
Narodowy Komitet Olimpijski tegoż kraju powstał w 1924 roku, a przez Międzynarodowy Komitet Olimpijski został zatwierdzony dopiero dwanaście lat później. Peru na letnich igrzyskach olimpijskich zadebiutowało w Berlinie (1936). Nie byli to jednak pierwsi Peruwiańczycy, którzy reprezentowali kraj na igrzyskach. Na igrzyskach olimpijskich w Paryżu (1900), Peru reprezentował szermierz Carlos de Candamo, syn jednego z prezydentów Peru. Międzynarodowy Komitet Olimpijski nie uznaje jednak tego występu za oficjalnego (wówczas nie istniał jeszcze Peruwiański Komitet Olimpijski). 
Największym sukcesem tej reprezentacji przed startem w Melbourne był złoty medal Letnich Igrzysk Olimpijskich 1948 zdobyty przez strzelca, Edwina Vásqueza. Liczne medale przedstawiciele Peru zdobywali też na igrzyskach panamerykańskich (m.in. olimpijczycy z Melbourne, tj. Guillermo Baldwin i Rubén Váldez).
Do Melbourne pojechały trzy osoby z delegacji (razem 11 osób). Jedną z tych osób był attaché olimpijski reprezentacji – C. N. McKenzie. Cała delegacja Peru zameldowała się w Melbourne 21 listopada 1956 roku – czyli na dzień przed rozpoczęciem igrzysk.
Reprezentanci tego kraju zamieszkali, podobnie jak pozostałe ekipy, w wiosce olimpijskiej położonej na przedmieściach Melbourne (dokładnie w Heidelbergu). Przebywali oni w domkach położonych w centrum tejże wioski olimpijskiej. Ich bezpośrednimi sąsiadami były delegacje Bermudów, Bahamów i Związku Radzieckiego. W niedalekim sąsiedztwie delegacji peruwiańskiej byli także Australijczycy i Amerykanie.
Reprezentanci Peru, podobnie jak inne reprezentacje, mieli zagwarantowane trzy posiłki dziennie – śniadanie, lunch oraz obiad. Spożywali je w jednej sali razem z Argentyńczykami i Włochami.

## Wyniki

### Strzelectwo
Peru w strzelectwie reprezentowało ośmiu zawodników. Sześciu z nich wystartowało w jednej konkurencji, natomiast dwóch strzelców w dwóch konkurencjach.
Pierwszymi startującymi reprezentantami Peru, byli Antonio Vita i Francisco Otayza. 30 listopada obydwaj wystartowali w konkurencji strzelania z pistoletu dowolnego z odległości 50 metrów. Żaden z nich nie zszedł poniżej 80 punktów w jednej serii (ogółem było ich sześć), jednak obydwaj mieli wyniki wyraźnie gorsze od zwycięzców. Vita, z wynikiem 519 punktów na 600 możliwych, uplasował się na 22. miejscu (wśród 33 zawodników), a Otayza z 503 punktami zajął 29. miejsce. Zwycięzcą tej konkurencji został Pentti Linnosvuo z Finlandii.
Kolejnymi przedstawicielami Peru byli Rubén Váldez i Guillermo Baldwin, którzy 1 grudnia, wystąpili w strzelaniu z karabinu dowolnego w trzech pozycjach z odległości 300 metrów. Po strzelaniu w pozycji leżącej, Baldwin był sklasyfikowany na 12., a Váldez na 14. miejscu. W pozycji klęczącej Baldwin był jeszcze wyżej, bo na 11. miejscu. Drugi z Peruwiańczyków zajął 17. pozycję mając trzeci wynik od końca. W najtrudniejszej pozycji strzeleckiej, czyli stojącej, Baldwin uzyskał dużo gorszy wynik (zajął 15. miejsce), który kosztował go utratę miejsca, jakie zajmował po poprzednich częściach zawodów. Z kolei Váldez, dzięki lepszemu strzelaniu w pozycji stojącej (11. miejsce), zakończył zawody na 12. miejscu. Baldwin ukończył na 14. miejscu; zwycięzcą został Wasilij Borisow – reprezentant ZSRR.
Następni reprezentanci Peru wystąpili 4 i 5 grudnia. W tym pierwszym dniu, m.in. w konkurencji strzelania z karabinu małokalibrowego w trzech pozycjach z 50 metrów, wystąpili Óscar Cáceres i Luis Coquis. W każdej pozycji strzeleckiej, lepsze wyniki uzyskiwał Cáceres, który z wynikiem 1135 punktów zakończył zawody na 25. miejscu (wśród 44 sklasyfikowanych). Coquis, z wynikiem gorszym o 11 punktów, uplasował się cztery pozycje niżej. Zwyciężył Anatolij Bogdanow z ZSRR.
W trwających dwa dni zawodach w strzelaniu z pistoletu szybkostrzelnego (z 25 metrów) zaprezentowali się kolejni reprezentanci tego kraju – Guillermo Cornejo i Armando López-Torres. Na 600 punktów do zdobycia Cornejo uzyskał 560, a López-Torres 540. Zajęli oni odpowiednio 17. i 26. miejsce, a zwycięzcą został Ștefan Petrescu z Rumunii. 
Po raz ostatni reprezentanci Peru startowali 5 grudnia. W strzelaniu z karabinu małokalibrowego w pozycji leżącej z odległości 50 metrów ponownie wystartowali: Óscar Cáceres i Luis Coquis. Mieli oni bardzo podobne wyniki. Cáceres, z wynikiem 594 punktów na 600, zajął 21. miejsce. O jeden punkt mniej miał Coquis, który został sklasyfikowany na 28. miejscu. W zawodach zwyciężył Kanadyjczyk Gerry Ouellette, który zdobył maksymalną liczbę punktów.
Mężczyźni
- Guillermo Baldwin
- Óscar Cáceres
- Luis Coquis
- Guillermo Cornejo
- Armando López-Torres
- Francisco Otayza
- Rubén Váldez
- Antonio Vita

| Zawodnik             | Konkurencja                               | Wyniki (poszczególne serie) | Miejsce    | Źródło |
| -------------------- | ----------------------------------------- | --- | ---------- | ------ |
| Antonio Vita         | Pistolet dowolny, 50 m                    | 519 punktów (88-81-86-92-81-91) | 22 (na 33) | [ 12 ] |
| Francisco Otayza     | Pistolet dowolny, 50 m                    | 503 punkty (81-83-84-87-85-83) | 29 (na 33) | [ 12 ] |
| Rubén Váldez         | Karabin dowolny, trzy postawy, 300 m      | 1044 punkty W pozycji leżącej – 373 punkty (94-94-93-92) W pozycji klęczącej – 338 punktów (80-88-82-88) W pozycji stojącej – 333 punkty (82-86-89-76)     | 12 (na 20) | [ 16 ] |
| Guillermo Baldwin    | Karabin dowolny, trzy postawy, 300 m      | 1040 punktów W pozycji leżącej – 379 punktów (95-96-93-95) W pozycji klęczącej – 359 punktów (92-92-88-87) W pozycji stojącej – 302 punkty (74-75-70-83)   | 14 (na 20) | [ 16 ] |
| Óscar Cáceres        | Karabin małokalibrowy, trzy postawy, 50 m | 1135 punktów W pozycji leżącej – 397 punktów (100-99-100-98) W pozycji klęczącej – 382 punkty (97-94-94-97) W pozycji stojącej – 356 punktów (89-83-93-91) | 25 (na 44) | [ 17 ] |
| Luis Coquis          | Karabin małokalibrowy, trzy postawy, 50 m | 1124 punkty W pozycji leżącej – 392 punkty (99-99-97-97) W pozycji klęczącej – 379 punktów (94-95-95-95) W pozycji stojącej – 353 punkty (92-90-89-82)     | 29 (na 44) | [ 17 ] |
| Guillermo Cornejo    | Pistolet szybkostrzelny, 25 m             | 560 punktów (278-282) | 17 (na 35) | [ 18 ] |
| Armando López-Torres | Pistolet szybkostrzelny, 25 m             | 540 punktów (263-277) | 26 (na 35) | [ 18 ] |
| Óscar Cáceres        | Karabin małokalibrowy leżąc, 50 m         | 594 punkty (97-98-99-100-100-100) | 21 (na 44) | [ 19 ] |
| Luis Coquis          | Karabin małokalibrowy leżąc, 50 m         | 593 punkty (99-99-98-97-100-100) | 28 (na 44) | [ 19 ] |